# Юфа Семен Вікторович
Семе́н Ві́кторович Юфа́ — організатор першої і найбільшої фінансової піраміди в Україні «Меркурій», що існувала в 1992—1995 роках. Юфу називають «українським Мавроді».

## Біографія
Перші серйозні гроші майбутній фінансовий комбінатор заробив ще під час строкової служби в радянській армії. На рибкомбінаті в карельському Біломорську, де на початку 1980-х служив Юфа, нікому було займатися завантаженням риби, оскільки місцеве населення страждало від алкоголізму. Юфа і кілька товаришів по службі виміняли на флотський спирт поламаний автонавантажувач, відремонтували його і запропонували свої послуги комбінату. Зароблених грошей вистачило на однокімнатну квартиру в Києві.
Повернувшись в 1982 році з армії, Юфа влаштувався кухарем у престижний київський ресторан «Лейпциг» у столичному Палаці спорту, але через якийсь час перекваліфікувався в «яточники». Вулична торгівля морозивом обіцяла куди більший заробіток. Юфа розповідав, що працював по 18 годин на добу, і зовсім скоро його офіційний місячний дохід, який залежав від виторгу, перевалив за 1000 рублів, при тому, що офіційна зарплата директора ресторану, де працював Юфа, становила 140 рублів.
В 1992 році Семен Юфа разом з партнерами Гаррі Габовічем (який значно пізніше став засновником провайдера «Lucky.Net») і з майбутнім нардепом-регіоналом Олександром Пресманом (його називали представником легендарного кримінального авторитета Семена Могилевича), створили класичну фінансову «піраміду», яка стала найбільшою в Україні — за часів гіперінфляції 90-х років «Меркурій» обіцяв 429 % річних. Підприємливим бізнесменам допомагав відомий тоді «авторитет» Віктор Авдишев.
«Меркурій» став першою структурою, яка отримала право на приватизацію. Меркурій контролював акції ЦУМу, «Дитячого світу», універмагу «Україна» в Києві, донецького торгового центру «Білий лебідь», частки в Київському молокозаводі № 2, Житомирському заводі металоконструкцій та іншого.
У 1994 році бізнесмен Семен Юфа балотувався до Верховної Ради, але не пройшов. Тоді ж командою з «Меркурія» зацікавилися міліція. Юфа, побоюючись кримінального переслідування (розповідали, що він серйозно посварився з тодішнім керівництвом МВС), виїхав до Ізраїлю.
У лютому 1995 року ошукані люди влаштували облогу офісу компанії. Але це не допомогло: обіцяних грошей ніхто не отримав. У ЗМІ нарахували: 25 млн доларів з кишень 25 тисяч вкладників зникли в нікуди. Саме тоді Семена Юфу почали порівнювати з Сергієм Мавроді і його «МММ».